# Helius taos
Helius taos är en tvåvingeart som beskrevs av Alexander 1967. Helius taos ingår i släktet Helius och familjen småharkrankar. Inga underarter finns listade i Catalogue of Life.